# Nhã nhạc
Nhã nhạc, chữ nôm: 雅樂 (pol. muzyka elegancka) – muzyka dworska wykonywana na wietnamskim dworze królewskim od XV do połowy XX wieku, z reguły z okazji otwarcia i zamknięcia ceremonii związanych z rocznicami, uroczystościami religijnymi, koronacjami, pogrzebami i oficjalnymi przyjęciami.
Muzyka nhã nhạc rozwinęła się za panowania dynastii Hậu Lê (1427–1788), a następnie została zinstytucjonalizowana w okresie dynastii Nguyễn (1802–1945), stając się kluczową częścią rytuałów dworskich. Nhã nhạc wykonywana była przez wielkie orkiestry z dominującą sekcją bębnów, licznymi instrumentami perkusyjnymi, dętymi i strunowymi.
W 2003 roku nhã nhạc została uznana za arcydzieło ustnego i niematerialnego dziedzictwa ludzkości a w 2008 roku wpisana na listę niematerialnego dziedzictwa UNESCO.